# Herron-sziget
A Herron-sziget az Amerikai Egyesült Államok északnyugati részén, Washington állam Pierce megyéjében elhelyezkedő magánsziget és statisztikai település. A 2010. évi népszámlálási adatok alapján 151 lakosa van.
A szigetet Charles Wilkes nevezte el Lewis Herron kádárról.

## Népesség
A sziget népességének változása:

## Fordítás
- Ez a szócikk részben vagy egészben  a   Herron Island című angol Wikipédia-szócikk ezen változatának fordításán alapul.  Az eredeti cikk szerkesztőit annak laptörténete sorolja fel. Ez a jelzés csupán a megfogalmazás eredetét és a szerzői jogokat jelzi, nem szolgál a cikkben szereplő információk forrásmegjelöléseként.